# جو هندرسون (لاعب كرة قدم)
جو هندرسون (بالإنجليزية: Joe Henderson)‏ (2 نوفمبر 1993 في المملكة المتحدة - ) هو لاعب كرة قدم بريطاني في مركز الدفاع. لعب مع كوفنتري سيتي ونونيتون بورو ‏ وAFC Rushden & Diamonds ‏ وBedworth United F.C. ‏ وDaventry Town F.C. ‏.

## وصلات خارجية
- جو هندرسون على موقع قاعدة بيانات كرة القدم.إي يو (الإنجليزية)
- جو هندرسون على موقع Soccerbase.com (لاعب) (الإنجليزية)